# Memories of You
Memories of You — сборник лучших песен американской певицы Бетт Мидлер, выпущенный 22 ноября 2010 года только на лейблах Rhino и Warner Music UK.

## Об альбоме
На данном сборнике отсутствуют такие классические хиты из репертуара Бетт Мидлер как «Wind Beneath My Wings», «From a Distance», или «The Rose», вместо этого на альбом попали песни в основном взятые из «Великого американского песенника», которые певица записывала в период с 1973 по 2006 год.
Пять песен были взяты из саундтрека 1991 года к фильму «Для наших ребят», также несколько треков были взяты из трибьют-альбомов Розмари Клуни и Пегги Ли 2003 и 2005 годов соответственно. Самой старой песней на альбоме стала «Drinking Again» из дебютного альбома исполнительницы 1973 года.
Сборник был выпущен только в Великобритании, там он занял 45-ю позицию в альбомном чарте, а также получил серебряную сертификацию за более чем 60 000 проданных копий.

## Отзывы критиков
| Оценки критиков | Оценки критиков |
| Источник        | Оценка          |
| --------------- | --------------- |
| AllMusic        | [ 3 ]           |
| Daily Express   | [ 4 ]           |

Джон О’Брайен из AllMusic в своей рецензии заявил, что альбом является идеальной демонстрацией сверхъестественной способности Мидлер интерпретировать материал любого периода, а мимоходом даёт урок музыкальной истории для тех, кто не полностью знаком с американской классикой 30-х/40-х годов. Адриан Эдвардс в обзоре для BBC отметил искреннее исполнение Мидлер с присущим ей очарованием и вниманием к деталям. Саймон Гейдж из газеты Daily Express поставил альбому четыре звезды из пяти, добавив, что в нём нет ничего, кроме качественной музыки.

## Список композиций
| №                   | Название                                        | Автор(ы)                                               | Из альбома                                              | Длительность |
| ------------------- | ----------------------------------------------- | ------------------------------------------------------ | ------------------------------------------------------- | ------------ |
| 1.                  | «For All We Know»                               | Джон Кутс, Сэм Льюис                                   | For the Boys (1991)                                     | 3:53         |
| 2.                  | «Come Rain or Come Shine»                       | Джонни Мерсер, Гарольд Арлен                           | For the Boys (1991)                                     | 3:16         |
| 3.                  | «I Remember You»                                | Гарольд Арлен, Виктор Шерзингер                        | For the Boys (1991)                                     | 3:37         |
| 4.                  | «He Was Too Good to Me / Since You Stayed Here» | Лоренц Харт, Ричард Роджерс, Питер Ларсон, Джош Рубинс | Some People’s Lives (1990)                              | 4:14         |
| 5.                  | «The Folks Who Live on the Hill»                | Оскар Хаммерстайн II, Джером Керн                      | Bette Midler Sings the Peggy Lee Songbook (2005)        | 3:08         |
| 6.                  | «What Are You Doing New Year’s Eve»             | Фрэнк Лессер                                           | Cool Yule (2006)                                        | 3:37         |
| 7.                  | «He Needs Me»                                   | Артур Гамильтон                                        | Bette Midler Sings the Peggy Lee Songbook (2005)        | 4:08         |
| 8.                  | «One for My Baby (and One More for the Road)»   | Гарольд Арлен, Джонни Мерсер, Марк Шайман, Бетт Мидлер | Experience the Divine: Greatest Hits (1996)             | 4:07         |
| 9.                  | «Mr. Wonderful»                                 | Джерри Бок, Лэрри Холофсенер, Джордж Дэвид Вайс        | Bette Midler Sings the Peggy Lee Songbook (2005)        | 4:34         |
| 10.                 | «Drinking Again»                                | Дорис Таубер, Джонни Мерсер                            | Bette Midler (1973)                                     | 2:49         |
| 11.                 | «Memories of You»                               | Юби Блейк, Энди Разаф                                  | Bette Midler Sings the Rosemary Clooney Songbook (2003) | 3:03         |
| 12.                 | «Dreamland»                                     | Алан Бергман, Мэрилин Бергман, Дон Грусин              | For the Boys (1991)                                     | 3:01         |
| 13.                 | «P.S. I Love You»                               | Гордон Дженкинс, Джонни Мерсер                         | For the Boys (1991)                                     | 3:34         |
| 14.                 | «Is That All There Is?»                         | Джерри Либер, Майк Столлер                             | Bette Midler Sings the Peggy Lee Songbook (2005)        | 4:26         |
| Общая длительность: | Общая длительность:                             | Общая длительность:                                    | Общая длительность:                                     | 51:27        |

## Чарты
| Чарт (2010)                      | Высшая позиция |
| -------------------------------- | -------------- |
| Великобритания (UK Albums Chart) | 45             |
| Ирландия (IRMA)                  | 63             |

## Сертификации
| Регион | Сертификация | Продажи |
| --- | ------------ | ------- |
| Великобритания (BPI) | Серебряный   | 60 000^ |
| * Данные о продажах приведены только на основе сертификации. ^ Данные о тиражах приведены только на основе сертификации. |              |         |